# Baby, Come Back
Baby, Come Back est une chanson interprétée par le groupe britannique The Equals, écrite et composée par son guitariste Eddy Grant, sortie en 1967.
Il s'agit du titre le plus connu du groupe. Cependant, lors de sa sortie originale au Royaume-Uni en juin 1967 en face B d'un single dont le titre vedette est Hold Me Closer, il passe inaperçu,. Le single ressort quelques mois plus tard avec cette fois Baby, Come Back en face A, et c'est en Allemagne qu'il connaît le succès grâce à un disc jockey qui, séduit par la chanson, la diffuse largement. Le succès s'étend ailleurs en Europe et Baby, Come Back culmine dans les ventes en Belgique puis enfin au Royaume-Uni, pays d'origine du groupe, en juillet 1968.
Aux États-Unis, la chanson atteint la 32e place du Billboard Hot 100 en octobre 1968, tandis qu'elle se classe 9e au Canada et no 1 en Afrique du Sud.

## Reprises
La chanson a été reprise avec succès par différents artistes, notamment le chanteur de reggae britannique Pato Banton (en) en compagnie d'Ali Campbell et Robin Campbell du groupe UB40, dont la version se classe no 1 au Royaume-Uni et en Nouvelle-Zélande en 1994, et le groupe d'eurodance London Boys (27e en Autriche en 1993). Eddy Grant l'a aussi enregistrée en solo, obtenant un certain succès en Allemagne et en Suisse en 1989. 

## Classements hebdomadaires
| Classement (1967-1968)                  | Meilleure position |
| --------------------------------------- | ------------------ |
| Afrique du Sud (Springbok Radio)        | 1                  |
| Allemagne (Media Control AG)            | 11                 |
| Australie (Kent Music Report)           | 10                 |
| Belgique (Flandre Ultratop 50 Singles)  | 1                  |
| Belgique (Wallonie Ultratop 50 Singles) | 3                  |
| Canada (Top Singles RPM)                | 9                  |
| États-Unis (Billboard Hot 100)          | 32                 |
| France (SNEP)                           | 2                  |
| Irlande (IRMA)                          | 2                  |
| Norvège (VG-lista)                      | 4                  |
| Pays-Bas (Nederlandse Top 40)           | 6                  |
| Pays-Bas (Single Top 100)               | 6                  |
| Royaume-Uni (UK Singles Chart)          | 1                  |

| Classement (1989)             | Meilleure position |
| ----------------------------- | ------------------ |
| Allemagne (GfK Entertainment) | 58                 |
| Suisse (Schweizer Hitparade)  | 26                 |

| Classement (1993)            | Meilleure position |
| ---------------------------- | ------------------ |
| Autriche (Ö3 Austria Top 40) | 27                 |

| Classement (1994)                      | Meilleure position |
| -------------------------------------- | ------------------ |
| Allemagne (GfK Entertainment)          | 33                 |
| Australie (ARIA)                       | 11                 |
| Autriche (Ö3 Austria Top 40)           | 17                 |
| Belgique (Flandre Ultratop 50 Singles) | 6                  |
| Écosse (OCC)                           | 1                  |
| France (SNEP)                          | 26                 |
| Irlande (IRMA)                         | 2                  |
| Nouvelle-Zélande (RMNZ)                | 1                  |
| Pays-Bas (Nederlandse Top 40)          | 3                  |
| Pays-Bas (Single Top 100)              | 3                  |
| Royaume-Uni (UK Singles Chart)         | 1                  |
| Suède (Sverigetopplistan)              | 26                 |
| Suisse (Schweizer Hitparade)           | 20                 |

## Certifications
Pato Banton feat. Ali et Robin Campbell
| Pays                    | Certification | Unités certifiées |
| ----------------------- | ------------- | ----------------- |
| Nouvelle-Zélande (RMNZ) | Platine       | 10 000            |
| Royaume-Uni (BPI)       | Platine       | 600 000           |